# Mawenzi

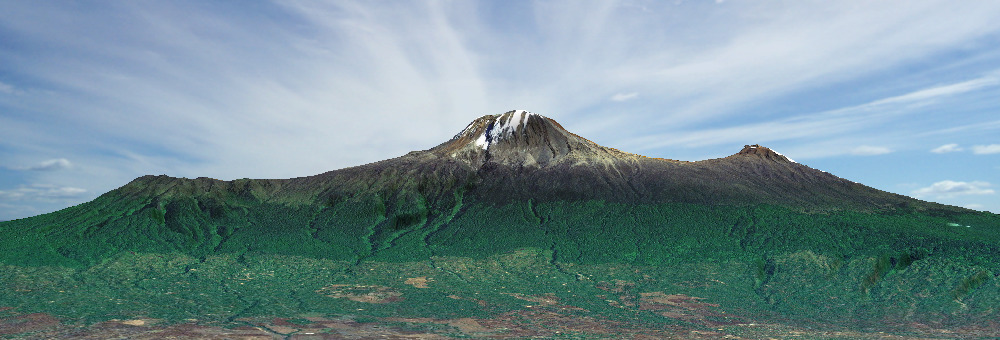
Die drei Gipfel des Kilimandscharomassivs von links nach rechts: Shira, Kibo und Mawenzi

Der Mawenzi (auch Mawensi = Der Dunkle) ist mit 5148 m der zweithöchste Berg im Kilimandscharo-Massiv, dem höchsten Bergmassiv in Afrika.
Er ist ein Teil des Weltnaturerbes, zu dem das Kilimandscharo-Massiv 1987 von der UNESCO erklärt wurde.

## Geographie
Der Mawenzi befindet sich etwa 340 km südlich des Äquators im Nordosten von Tansania. Er ist der zweithöchste der drei erloschenen Vulkane des Kilimandscharo-Massivs, das sich am Rand des östlichen Astes (Eastern Rift) des Ostafrikanischen Grabenbruchs befindet und vom Kilimandscharo-Nationalpark umgeben ist.

## Landschaftsbild
Die Gipfelregion des steil aufragenden Mawenzis, ein stark verwitterter Eruptivrest, ist nicht vergletschert und trägt öde Frostschuttgesteine und steil aufragende Felswände.

## Bergsteigen
Hans Mayer gelang 1889 zusammen mit dem österreichischen Bergsteiger Ludwig Purtscheller im dritten Anlauf die Besteigung der höchsten Spitze des Kilimandscharo, des Kibo, ihre anschließenden Besteigungen des Mawenzi misslangen dreimal. Erst 1912 gelang Fritz Klute und Eduard Hans Oehler dessen Bezwingung.

## Gerüchte um ein Besteigungsverbot
Die Besteigung des Mawenzi ist wesentlich schwieriger als die des deutlich höheren Kibo und setzt bergsteigerische Ausrüstung und Fähigkeiten voraus, v. a. da der Fels des Mawenzi als sehr brüchig gilt. Durch Aussagen lokaler Guides wird seit einigen Jahren das Gerücht genährt, eine Besteigung sei generell verboten. Schriftlich festgehalten ist dieses Verbot jedoch nicht, sodass es wohl eher als Vorsichtsmaßnahme zu verstehen ist, um unerfahrene Bergsteiger aufgrund des brüchigen Fels von einem Besteigungsversuch abzuhalten. Allgemein erscheint eine Besteigung daher möglich, jedoch nur mit entsprechender Vorbereitung und ohne Guide.
Eine Besteigung erfolgt in der Regel über den Sattel zwischen Kibo und Mawenzi, beispielsweise über die Marangu-Route bis zur Kibohütte (4694 m), siehe Bergsteigen am Kilimandscharo.

## Trivia
Am Südost-Hang des Mawenzi verunglückte 1955 eine Douglas DC-3 der East African Airways mit insgesamt 20 Todesopfern.

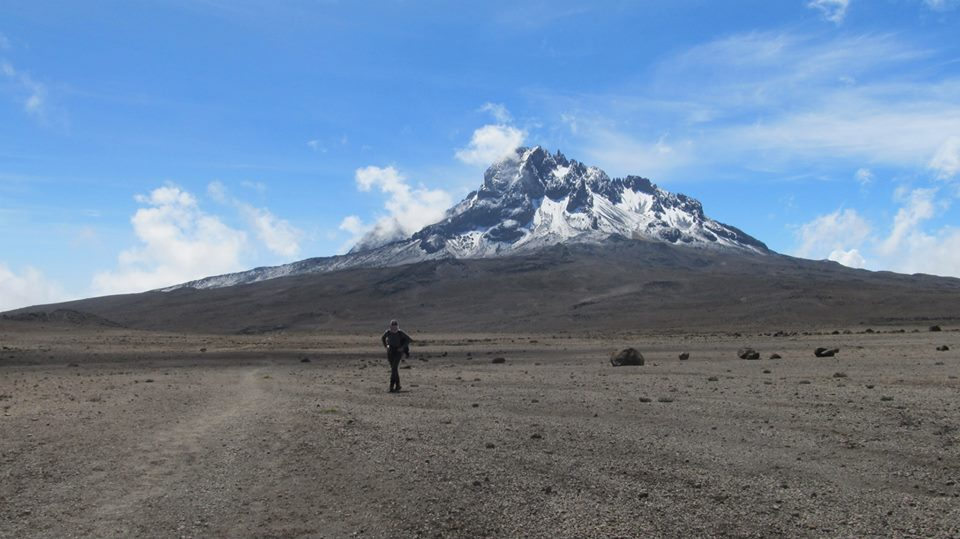
Blick auf den Mawenzi vom Kibo Sattel (4300 m)